# Zákusek

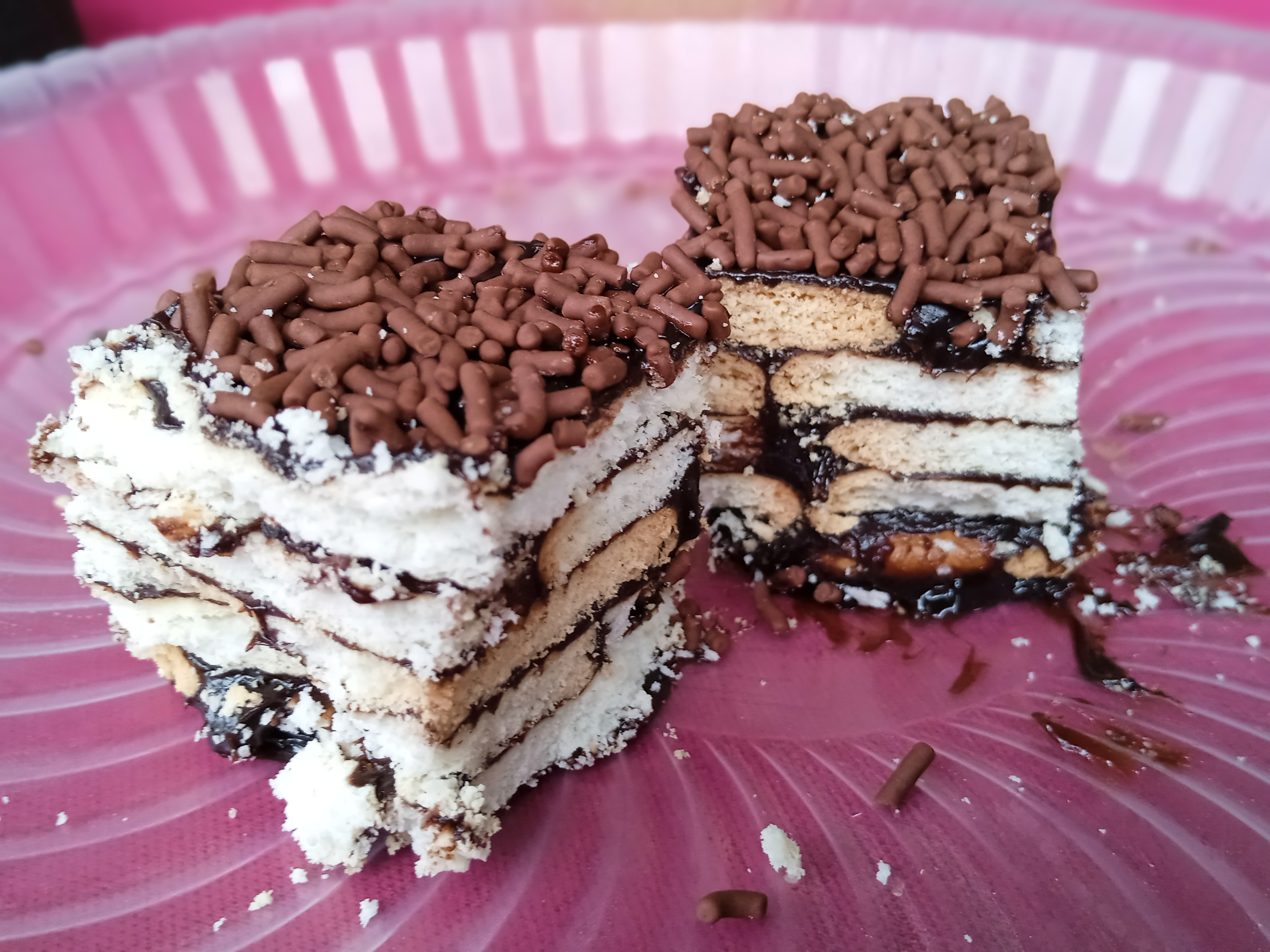
Malajský zákusek batik

Zákusek je sladké jídlo obvykle vyráběné z mouky, cukru, vajec, tuku (živočišného i rostlinného), mléka a kypřících látek. Mezi běžné další přísady patří sušené, kandované nebo čerstvé ovoce, případně ovoce mixované (pyré) a vařené (marmeláda, želé, džem), dále ořechy, kakao, vanilka, šlehačka, sirup a další přísady sladkou chuť podporující nebo ji ozvláštňující.
Synonymem je v češtině slovo dezert (z francouzského dessert).

## Charakteristika
Zákusek se obvykle peče, ale existují četné výjimky. K nejtypičtějším zákuskům patří dort, koláč, buchta, zmrzlina, pudink, štrůdl, palačinka, croissant ad. K zákuskům již nejsou počítány cukrovinky. Synonymem zákusku je obvykle sladké pečivo, ovšem zákusek je pojem obecnější, neboť pečivo by z definice mělo projít procesem pečení, což zákusek nutně nemusí. V rámci stolovacího pořádku bývají zákusky podávány jako dezert, ale mohou být konzumovány i samostatně nebo dokonce jako hlavní chod. Ve svých nejstarších formách byly zákusky patrně modifikacemi chleba, ale v současnosti zahrnují širokou škálu způsobů přípravy.

## Národní a regionální odchylky
Každá kuchyně a kultura si obvykle vyvinuly osobité zákusky, pro českou jsou například typické buchty a koláče, z Rakouska byly do ní převzaty štrůdl, bábovka a koblihy, některé druhy zákusků se staly globálně známé a produkované (bagel, donut, cheesecake, muffin), jiné mají lokální charakter, který bývá v Evropské unii dokonce někdy chráněn (štramberské uši, hořické trubičky, karlovarské oplatky, valašský frgál, pardubický perník). Zákusky často doprovázejí slavnosti a rituály (svatební dort, vánoční cukroví, vánočka, velikonoční beránek, štóla apod.). Že tvorba zákusků je významným kulturním jevem prokazuje úspěšnost řady televizních šou, v Česku například Peče celá země. Pro vysoký obsah cukru a mouky jsou zákusky někdy symbolem nezdravého životního stylu, nicméně pekaři a kuchaři se snaží hledat zdravější varianty. Protože řada zákusků patří k tzv. vlhkým potravinám, jsou náchylné k tvorbě plísní a daří se v nich někdy škodlivým bakteriím (zejména salmonelly a escherichia coli).